# Elsa Llorente
Elsa Llorente González (Madrid, 26 de junio de 1981-Madrid, 24 de julio de 2024) fue una periodista española.

## Biografía
Elsa Llorente González inició su carrera profesional en el año 2004 en Telemadrid tras licenciarse en periodismo por la Universidad Complutense de Madrid. Cuatro años más tarde, en el 2008, se incorporó en el equipo de informativos de CNN+ para dos años después entrar a trabajar en La Sexta formando parte de la redacción con Antonio García Ferreras antes de que la cadena pasara a ser propiedad de Atresmedia. En La Sexta permaneció un total de trece años, primero como reportera en informativos de la cadena (2010-2022) y después en la redacción y codirección de Más Vale Tarde para posteriormente optar por la investigación y el guion en el programa de información política semanal La Sexta Columna. Su última etapa profesional la desarrolló en la radio, en la Cadena Ser, donde se incorporó en agosto de 2022 como responsable de la información laboral en la sección de Economía.
Su muerte prematura a la edad de 43 años víctima de un cáncer provocó una gran conmoción desencadenando multitud de sentidos mensajes de condolencia y reconocimientos públicos acerca de su profesionalidad y calidad humana, no solo de sus compañeras y compañeros de profesión, sino también procedentes del ámbito político.

## Vida personal
Elsa Llorente González provenía de una familia humilde que migró de Andalucía a los suburbios de Madrid en los años 50 y de la que ella se sentía orgullosa, especialmente de la lucha de sus abuelos por salir adelante. En la capital nació y estudió periodismo convirtiéndose en la primera licenciada universitaria de la familia. En el año 2008, trabajando para CNN, conoció al realizador Iago Panea, hijo de la periodista Magis Iglesias, con el que tuvo dos hijos y compartió su vida hasta el final. Iglesias destacó de su nuera su compromiso social y feminista como enseñanza de vida. Un compromiso que la llevó a colaborar en actividades de la concejalía de Igualdad de Rivas Vaciamadrid o presentar los premios de la Asociación de Mujeres Progresistas. Igualmente destacó sus conversaciones de periodista a periodista en torno a las dificultades a las que se habían tenido que enfrentar como mujeres y a lo que habían tenido que renunciar en tanto que madres en una profesión tan demandante, poniendo siempre en valor Elsa Llorente la lucha feminista de la generación a la que Magis Iglesias pertenecía por haber abierto camino en la profesión y ampliado derechos.